# Krauthausen
Krauthausen ist eine Gemeinde der Verwaltungsgemeinschaft Hainich-Werratal im thüringischen Wartburgkreis.

## Geografie
Die Gemeinde Krauthausen befindet sich etwa drei Kilometer nordwestlich der Stadt Eisenach im Werratal. Der Kernort Krauthausen hat eine Gemarkungsgröße von 682 Hektar.

### Gemeindegliederung

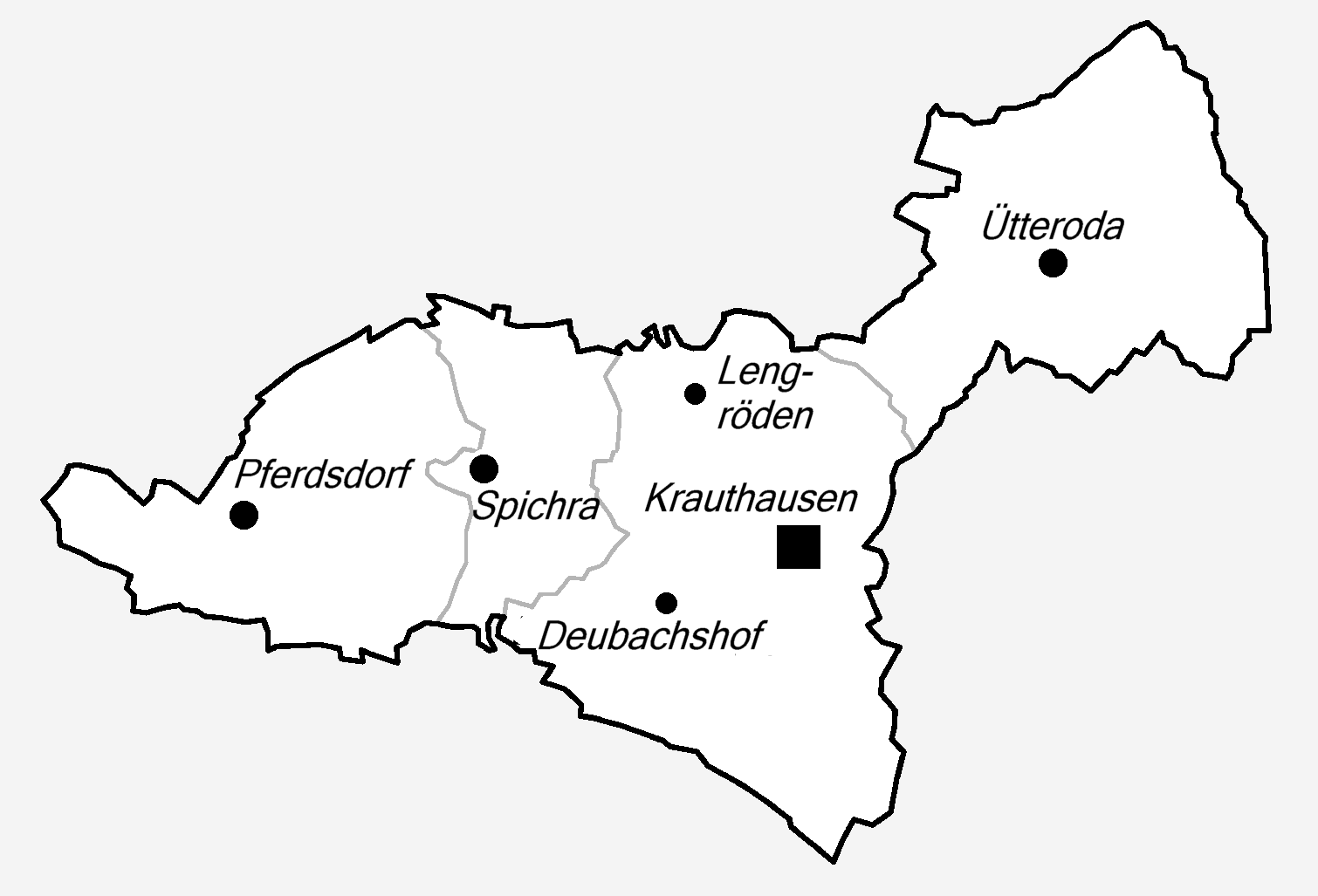
Gemeindegliederung

Zur Gemeinde Krauthausen gehören die Ortsteile
- Pferdsdorf
- Spichra
- Ütteroda

sowie die früheren Gutshöfe Deubachshof und Lengröden.
Bereits in der DDR-Zeit erfolgte die Vereinigung von Pferdsdorf und Spichra zur Gemeinde Pferdsdorf-Spichra.

### Nachbargemeinden
Die Gemeinde Krauthausen grenzt im Norden an die Stadt Amt Creuzburg mit den Ortsteilen Creuzburg und im Nordosten Mihla, im Osten und Süden folgen die Eisenacher Stadtteile Neukirchen, Madelungen, Stregda, Stedtfeld und Hörschel. Im Westen grenzt Krauthausen an die hessische Gemeinde Herleshausen.

## Geschichte

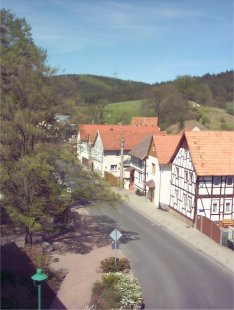
Krauthausen

Die urkundliche Ersterwähnung von Krauthausen erfolgte im Jahr 1250.
Das Dorf Krauthausen und die heutigen Ortsteile Pferdsdorf, Spichra und Ütteroda gehörten zu dieser Zeit zum Amt Creuzburg. Ab Mitte des 14. Jahrhunderts gelangte Krauthausen in den Besitz der Familie von Nesselröden (später: von Nesselrodt), einem alten hessisch-thüringischen Rittergeschlecht. 1461 erwarb die Familie das benachbarte Gut Lengröden. Mit dem Obristen Wilhelm Friedrich Leberecht von Nesselrodt starb die Familie im Jahre 1799 im Mannesstamme aus. Mitglieder der Familie von Nesselröden können über Jahrhunderte als Burgmannen der Creuzburg nachgewiesen werden, sie stellten auch Ratsmitglieder in Eisenach. Das Wappen derer von Nesselröden war eine fünfblättrige Brennnessel mit Wurzel.
Im Jahre 1709 fanden größere An- oder Umbauarbeiten an der Krauthäuser Kirche ihren Abschluss, wie die Inschrift über dem Portal zeigt. Der Turm ist jedoch wesentlich älter und könnte Teil von einer früheren Wasserburg gewesen sein. An und in der Kirche befinden sich drei Grabplatten der Familie von Nesselrodt.
Etwa 1716 wurde das Schloss (architektonisch eher ein Herrenhaus) von Johann Ernst Wilhelm von Nesselrodt erbaut. Nach dem Absterben der Familie v. Nesselrodt ging das Krauthäuser Gut durch verschiedene Hände, wie den Familien von Riedesel oder Weichberger. Am 5. März 1843 wurde hier der Maler Eduard Weichberger geboren. 1872 kam das Rittergut in den Besitz der Familie Eichel-Streiber, welche die zwei größten Bauerngüter des Ortes dazukaufte und mit dem Madelunger Gut vereinigte.
Im Jahre 1883 wurde nach bisherigen Erkenntnissen die Feuerwehr Krauthausen von damals 21 Bürgern, bei einer Einwohnerzahl von 290, gegründet.
Vor Krauthausen versuchten deutsche Soldaten, überwiegend Offiziersschüler, am 2. April 1945 den Vormarsch der US-Armee aufzuhalten und wurden durch den sofortigen Einsatz von deren Panzerkanonen getötet. Neun von ihnen wurden auf dem Friedhof von Krauthausen beigesetzt, sechs auf dem Friedhof von Ütteroda.
1946 wurde das Schloss Krauthausen auf der Grundlage des Befehls Nr. 209 der Sowjetischen Militäradministration in Deutschland abgebrochen und seine Steine u. a. für neu entstandene Wohnhäuser genutzt. An seiner Stelle befindet sich heute das 1995 errichtete Dorfgemeinschaftshaus.
1952 wurde die Flur Deubachshof aus Stedtfeld nach Krauthausen umgemeindet. 1994 erfolgte die Eingemeindung von Ütteroda und Pferdsdorf-Spichra nach Krauthausen.

### Einwohnerentwicklung
Entwicklung der Einwohnerzahl:
| - 1994: 1.091 - 1995: 1.277 - 1996: 1.429 - 1997: 1.567 - 1998: 1.655 - 1999: 1.703 - 2000: 1.681 | - 2001: 1.698 - 2002: 1.680 - 2003: 1.674 - 2004: 1.663 - 2005: 1.693 - 2006: 1.691 - 2007: 1.655 | - 2008: 1.639 - 2009: 1.633 - 2010: 1.630 - 2011: 1.632 - 2012: 1.624 - 2013: 1.605 - 2014: 1.580 | - 2015: 1.597 - 2016: 1.578 - 2017: 1.570 - 2018: 1.615 - 2019: 1.590 - 2020: 1.578 - 2021: 1.574 | - 2022: 1.557 - 2023: 1.543 - 2024: 1.519 |

Datenquelle: ab 1994 Thüringer Landesamt für Statistik – Werte vom 31. Dezember

## Sehenswürdigkeiten
Ein bekanntes Bauwerk ist die Werratalbrücke bei Pferdsdorf und Hörschel. Die schlanken, bis zu 85 m hohen Pfeiler tragen den 732 m langen Fahrbahnabschnitt, welcher zu großen Teilen über Pferdsdorfer Flur verläuft.
1500 m nördlich der Brücke befindet sich das Wasserkraftwerk Spichra. Das 1925 erbaute Technische Denkmal wurde von der E.ON-Thüringer Energie übernommen und ging nach einer Generalüberholung im Jahre 1998 wieder ans Netz.

### Kirchen
Die Dorfkirche Krauthausen bildet den Mittelpunkt der historischen Ortslage; der zugehörige massive Turm ist wesentlich älter als das in den Jahren 1709 bis 1717 errichtete Kirchenschiff. Im Inneren befinden sich die auf drei Seiten angebrachten zweigeschossigen Emporen, die um 1800 entstandene Kanzel und ein schlichter Taufstein. Das hölzerne Deckengewölbe ist eine weitere Zierde des Kirchenschiffs.
Die Dorfkirche Pferdsdorf wurde 1766 am Platz und aus Mauerresten einer vorreformatorischen Kapelle errichtet und ist ein schlichter Barockbau. Das Ostportal des ummauerten Kirchhofes, mit einem steinernen Rundbogen überwölbt, lässt im Scheitel nur undeutlich die Jahreszahl 1560 erkennen.
In der Ortsmitte von Spichra befindet sich die Dreifaltigkeitskirche. In der heutigen Form entstand das Gotteshaus 1753 nach Umbauten aus einer bereits 1626 erbauten Kapelle. Im Inneren befindet sich ein aus dem 17. Jahrhundert datierender Taufstein mit den Familienwappen der Patronatsherren von Buttlar und von Herda. An der Südfassade befindet sich eine Sonnenuhr. Die Spichraer Kirche wurde bei den Kampfhandlungen am 1. April 1945 schwer beschädigt und konnte erst seit 1958 wieder von der Kirchgemeinde in vollem Umfang genutzt werden.
Die am Nordrand des Ortsteils gelegene Dorfkirche Ütteroda wurde 1569 bis 1572 erbaut. Das kleine, aus leuchtend gelbem Sandsteinblöcken aufgemauerte Gotteshaus besitzt einen auf der Westseite aufgesetzten achteckigen verschieferten Dachreiter. Das heute steinsichtige Mauerwerk war ursprünglich verputzt und wohl auch getüncht. Das Innere wird von wenigen und relativ kleinflächigen Fenstern beleuchtet.

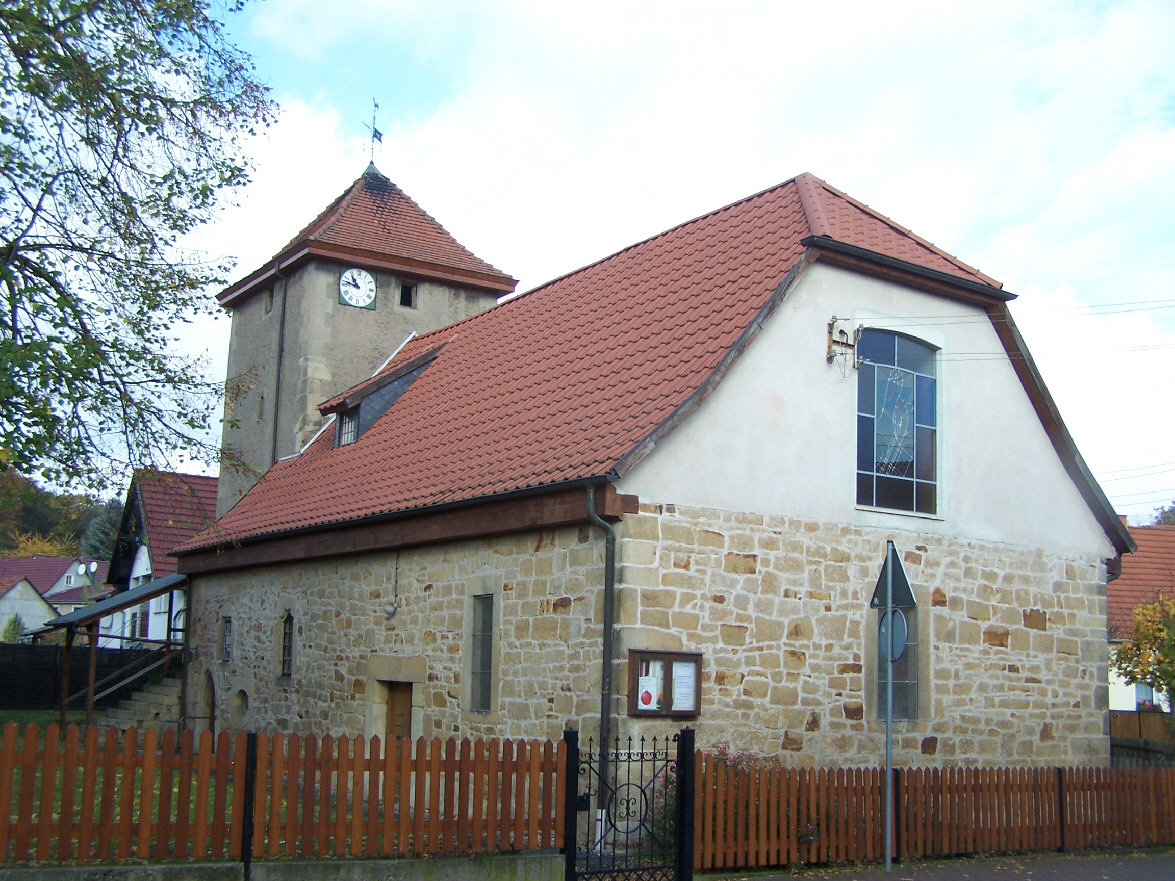
Krauthausen
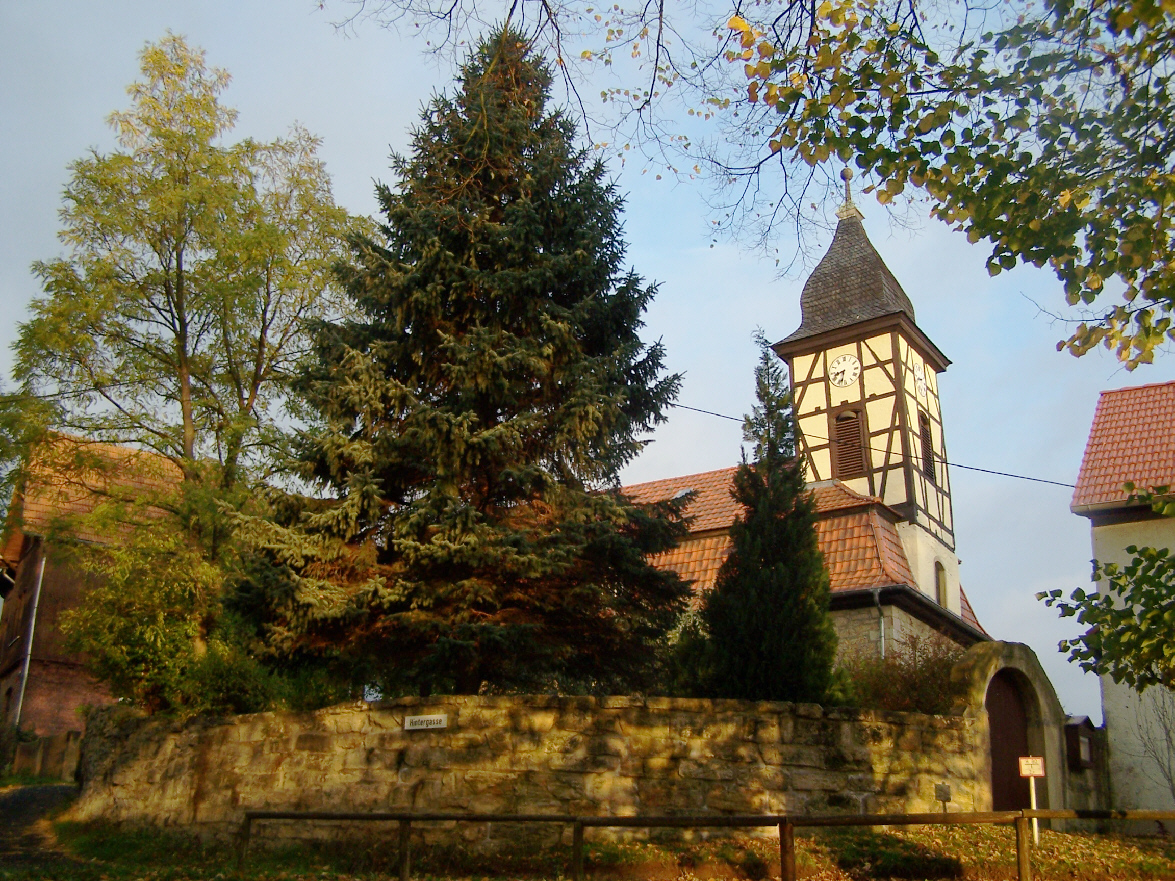
Pferdsdorf
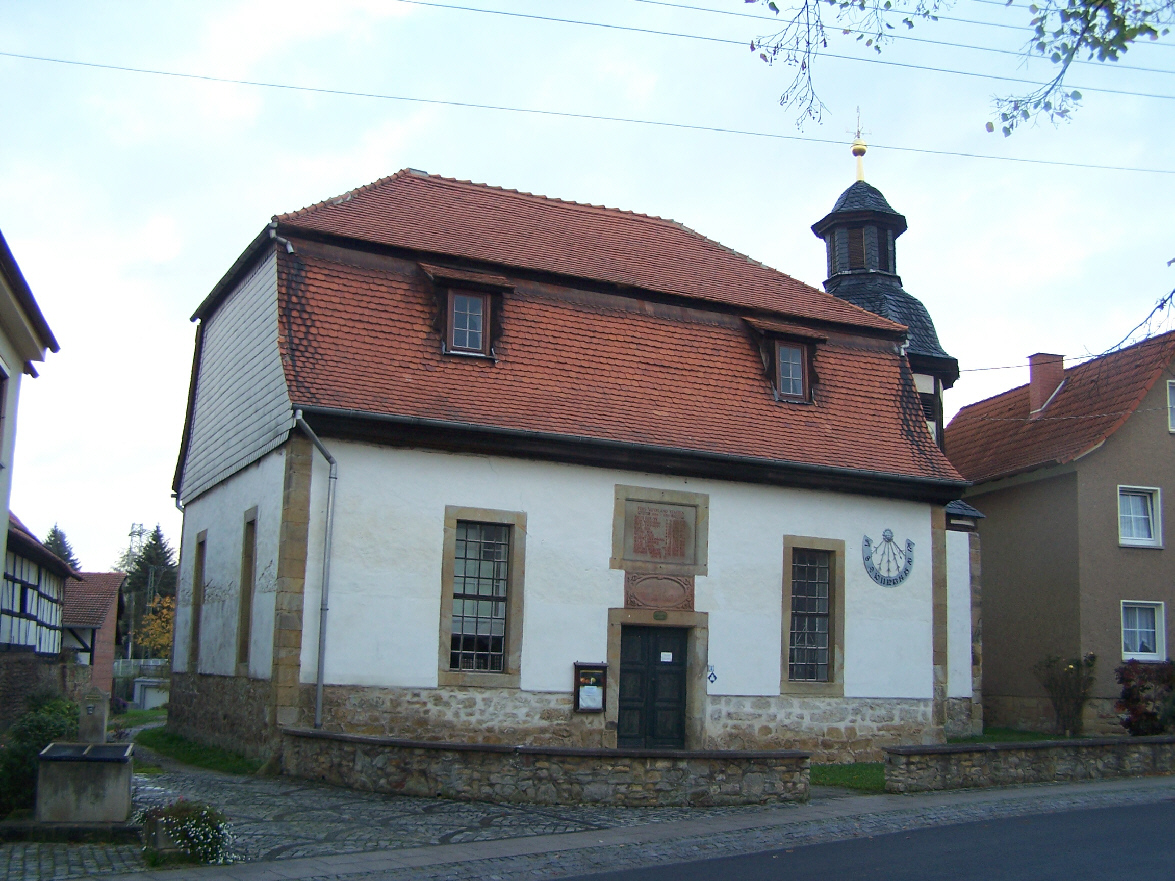
Spichra
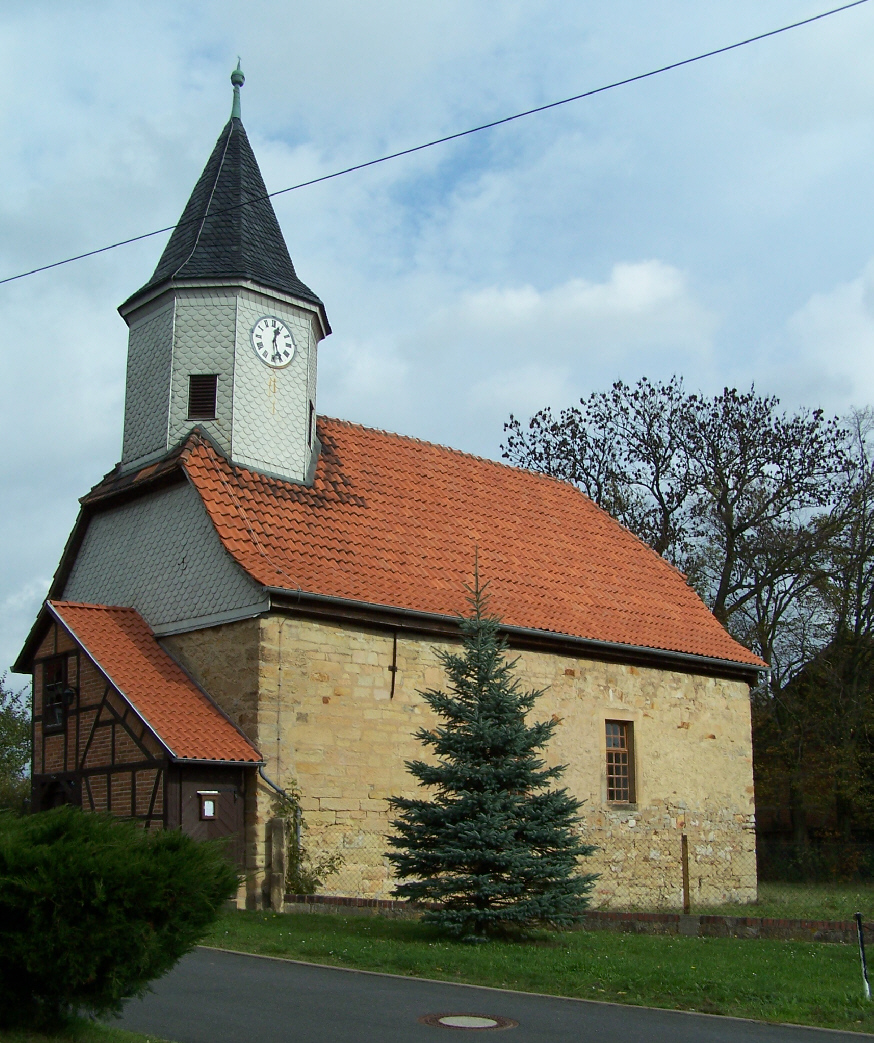
Ütteroda

### Parks
Im Krauthäuser Rieth entstand im Jahr 2010 eine Teichanlage als Erholungs- und Freizeitgebiet.

### Gutshaus Lengröden
Das an der Straße nach Creuzburg gelegene Gutshaus Lengröden war ursprünglich eine repräsentative vierflügelige Hofanlage, von weiteren Wirtschaftsgebäuden und einer Mühle umgeben. Am Haupthaus erkennt man noch die Wappensteine der letzten adeligen Besitzer. Der denkmalgeschützte Gebäudekomplex ist durch jahrzehntelange Vernachlässigung augenscheinlich in einem schlechten baulichen Zustand. Der alte Baumbestand östlich vor dem Hauptgebäude erinnert an den hier befindlichen Park. Etwa 500 m östlich des Gutes befand sich am Rand des Lengröder Holzes über dem Molkengraben das Buttlarsche Erbbegräbnis der Gutsherren, von dem heute nur noch spärliche Reste erkennbar sind.

## Politik

### Gemeinderat
Der Gemeinderat von Krauthausen setzt sich aus 12 Ratsherren zusammen:
- Wählergruppe Krauthausen: 4 Sitze
- Wählergruppe Pferdsdorf-Spichra: 3 Sitze
- Bürger Aktiv: 1 Sitz
- Freiwillige Feuerwehr e. V. Ütteroda: 2 Sitze
- UWG Krauthausen: 2 Sitze

(Stand: Kommunalwahl am 26. Mai 2024)

### Bürgermeister
Der ehrenamtliche Bürgermeister Ralf Galus wurde am 1. September 2024 gewählt. Zuvor war seit 2009 Frank Moenke im Amt.

## Wirtschaft und Infrastruktur

### Gewerbe
Das Gewerbegebiet Deubachshof befindet sich südwestlich von Krauthausen unmittelbar an der Bundesautobahn 4.
Es verfügt über eine Gesamtfläche von knapp 60 ha (Stand 2009). Der Standort Krauthausen/Deubachshof ist zudem ein wichtiges Dienstleistungs- und Logistikzentrum für die benachbarte Stadt Eisenach.

### Verkehr
Durch das Gemeindegebiet verläuft die Bundesautobahn 4 mit der Anschlussstelle Eisenach-West sowie die Bundesstraße 7. An der Anschlussstelle Eisenach-West beginnt im Gemeindegebiet die Bundesstraße 19. Die Ortsteile Deubachshof, Pferdsdorf und Spichra erreicht man über die von der B7 abzweigende Landesstraße L 1017 (bis 2009: Bundesstraße 7a). Krauthausen ist durch Linie 174 des Verkehrsunternehmen Wartburgmobil mit den benachbarten Ortschaften verbunden.
Eisenbahnanschluss besteht am Bahnhof Eisenach. Der Ortsteil Pferdsdorf hatte bis in die 1960er Jahre einen Haltepunkt an der Bahnstrecke Schwebda–Wartha.

## Persönlichkeiten

### Ehrenbürgermeister
- Werner Nowatzky, ausgezeichnet im Februar 2010 für seine Arbeit und bleibende Verdienste als ehemaliger Bürgermeister.[16]

## Sonstiges

### Jugendarbeit
In der Gemeinde Krauthausen gibt es verschiedene Freizeitangebote für Jugendliche, so z. B. den Jugendclub oder die Jugendfeuerwehr.

### Freiwillige Feuerwehr
Die Freiwillige Feuerwehr Krauthausen unterhält drei Standorte. Zum einen den Standort Krauthausen, einen Standort im Ortsteil Ütteroda und der Ortsteil Pferdsdorf/Spichra einen gemeinsamen Standort.
Die Technik der Feuerwehr der Einheitsgemeinde besteht aus zwei KLF-Th Kleinlöschfahrzeug, einem LF 10 Löschgruppenfahrzeug und einem LF 20 KatS Löschgruppenfahrzeug.